# Breda Model 1931
Pour les articles homonymes, voir Breda (homonymie).
La Breda Modello 1931 est une mitrailleuse lourde italienne de la Seconde Guerre mondiale produite par la société italienne Società Italiana Ernesto Breda per Costruzioni Meccaniche.

## Histoire
L'arme est une copie sous licence de la mitrailleuse antiaérienne française Hotchkiss 13,2 mm. La Hotchkiss était la mitrailleuse de la Regia Marina pendant la Seconde Guerre mondiale. Dans la seconde moitié des années 1930, Breda a acquis le permis de la construire en 1929, mais l'aménagement a été prolongé jusqu'en 1931, date à laquelle il a été officiellement adopté pour être utilisé dans la marine et les trains armés de la Regia Marina. Arme fiable et performante, elle a été remplacée par le Breda 20/65 Mod. 1935. 
Il a été installé par Ansaldo sur les chars d'assaut CV33 vendus au Brésil. Il a servi à l'armée de la Regio comme arme principale sur les chars de commandement.
Après la Seconde Guerre mondiale, il est resté en service à bord des patrouilleurs de la Guardia di Finanza.

## Technique
Le Breda Mod. 31 est une arme à feu automatique avec poignée à gaz et canon fixe de 75,6 calibres. Le coup de feu est tiré lorsque l'obturateur est ouvert. Le refroidissement se fait par l'air à travers le manchon à ailettes tout au long du canon. Il est alimenté par des chargeurs semi-cintrés de 30 cartouches et de 1,46 kg de poids à vide.
La Regia Marina l'a utilisé sur toutes ses unités en système simple et double. Le système unique, avec un cône de fourche sur un support de trépied de 87 kg, a été installé sur les MAS. Les systèmes jumeaux étaient essentiellement de deux types : sur les unités les plus grandes, on utilisait un système de poussoir fixe avec des volants, actionné par une seule aiguille avec un siège décalé à droite des canons ; ce type de montage a été partiellement remplacé à partir de 1936 par le système jumeau 20/65 Mod. 1935. Sur les sous-marins, on a plutôt utilisé un type particulier de double système rétractable qui, pendant la navigation, était descendu dans un logement étanche.
La version terrestre a armé les chars de commandement automoteurs M41 et M42 et le prototype de véhicule de transport de troupes Ansaldo L40, installé dans une casemate sur une sphère blindée.

## Utilisation navale
Les classes de navires qui ont transporté le modèle Breda 1931 comprennent :
- Classe Adua (sous-marin)
- Classe Archimede  (sous-marin)
- Classe Argo  (sous-marin)
- Classe Balilla  (sous-marin)
- Classe Brin  (sous-marin)
- Classe Cagni (sous-marin)
- Classe Calvi  (sous-marin)
- Classe Ciclone (torpilleur)
- Classe Conte di Cavour (cuirassé)
- Classe Curtatone (destroyer)
- Classe Flutto (sous-marin)
- Classe Foca  (sous-marin)
- Classe Folgore (destroyer)
- Classe Freccia (destroyer)
- Classe Giussano (croiseur)
- Classe Glauco (sous-marin)
- Classe Liuzzi (sous-marin)
- Classe Maestrale (destroyer)
- Classe Marcello (sous-marin)
- Classe Marconi (sous-marin)
- Classe Navigatori (destroyer)
- Classe Oriani (destroyer)
- Classe Orsa (torpilleur)
- Classe Perla (sous-marin)
- Classe Platino (sous-marin)
- Classe Sauro (destroyer)
- Classe Sella (destroyer)
- Classe Soldati (destroyer)
- Classe Spica (torpilleur)
- Classe Squalo (sous-marin)
- Classe Trento (croiseur)
- Classe Turbine (destroyer)
- Classe Zara (croiseur)